# Roderich Bass
Roderich Bass (Pardubice, Bohèmia (Txèquia), 16 de novembre, 1873 - Viena (Àustria), 24 de maig, 1933), va ser un pianista i compositor txec.
Va néixer a Bohèmia, però aviat va marxar a Viena. Va estudiar piano i composició. Es va fer famós com a solista al Festival de Salzburg. Ha col·laborat amb l'Orquestra Simfònica Filharmònica de Viena, la Filharmònica Txeca de Praga i altres orquestres mundials de referència (Dresden, Amsterdam, Milà, etc.).
Des de 1917 va ensenyar piano al Nou Conservatori de Viena. Entre els seus alumnes hi havia el compositor austríac d'origen hongarès Karl Schiske (1916-1969).

## Treball
El seu treball compositiu inclou principalment composicions per a piano, però també va compondre música de cambra i orquestral. Les seves composicions són de caràcter de saló, més curtes i estaven pensades més per a una escolta agradable.
El major èxit va ser una paràfrasi de concert del vals de Johann Strauss "Veus de priavera". De les seves obres, per exemple, "Balada simfònica" per a gran orquestra o el cicle de composicions per a violí "Somnis de conte de fades" s'han mantingut vius.